# 保罗-罗兰·阿稣
保罗-罗兰·阿稣（法語：Paul-Laurent Assoun，1948年—），法国精神分析家。

## 介紹
毕业于著名的圣-克洛德巴黎高等师范学院，1987年获得政治科学的博士。
现为巴黎第七大学的教授，直到2007年，他都领导开展临床人文科学的培养与研究单位（UFR），他也是精神分析与社会实践的科学研究国家中心（即CNRS）的联合研究单位的成员，保罗-罗兰也是法国大学出版社（PUF）的今日哲学系列的出版主任，Olivier出版社的《思/梦》这个精神分析期刊的编委成员。他是分析空间（Espace Analytique）的训练分析家。

## 主要著述
- L'énigme de la manie. La passion du facteur Cheval, Les éditions Arkhê, 2010. /保罗-罗兰 阿稣，躁狂之谜，Arkhê出版社，2010年
- Marx et la répétition historique, PUF 1976 /保罗-罗兰 阿稣，马克思与历史的重复，法国大学出版社，1976年
- Freud, la philosophie et les philosophes, PUF [1976/保罗-罗兰 阿稣，弗洛伊德，哲学以及哲学家们，法国大学出版社，1976年
- Corps et symptôme, Paris, Anthropos, 1997. /保罗-罗兰 阿稣，身体与症状，人类学出版社，1987年
- Freud et la femme, Paris, Calmann-Lévy, 1983/保罗-罗兰 阿稣，弗洛伊德与女人，加尔满-勒维出版社，1983年，
- Freud et Wittgenstein, PUF, 1996 /保罗-罗兰 阿稣，弗洛伊德与维特根斯坦，法国大学出版社，1996年
- Freud et Nietzsche, PUF, Philosophie d'aujourd'hui, 1980. /保罗-罗兰 阿稣，弗洛伊德与尼采，法国大学出版社，1987年
- Introduction à l'épistémologie freudienne, Paris, Payot, 1981. /保罗-罗兰 阿稣，弗洛伊德的知识论引介，法国大学出版社，1987年
- Introduction à la métapsychologie freudienne, PUF, 1993. /保罗-罗兰 阿稣，弗洛伊德的形上心理学引介，法国大学出版社，1993年
- Le Pervers et la femme, Paris, Anthropos, 1989. /保罗-罗兰 阿稣，倒错与女人，人类学出版社，1989年
- Le regard et la voix, Paris, Anthropos, 1995. /保罗-罗兰 阿稣，目光与声音，人类学出版社，1995年
- Leçons psychanalytiques sur frères et sœurs.
- Tome 1, Le lien inconscient
- Tome 2, Un lien et son écriture/保罗-罗兰 阿稣，关于兄弟姐妹的精神分析课程 ，法国大学出版社，1987年
  - 卷一，无意识的纽带
  - 卷二，纽带与它的书写
- L'École de Francfort, Paris, PUF, 1987 /保罗-罗兰 阿稣，法兰克福学派，法国大学出版社，1987年
- Entendement freudien : logos et anankè, Paris, Gallimard, 1984. /保罗-罗兰 阿稣，弗洛伊德的判别力：逻各斯与宿命，巴黎，伽利玛出版社，1984年，
- Psychanalyse, PUF, coll. Premier cycle, Octobre 1997. /保罗-罗兰 阿稣，精神分析，法国大学出版社，1997年
- Dictionnaire des œuvres psychanalytiques, PUF, coll "Grands dictionnaires", septembre 2009. /保罗-罗兰 阿稣，精神分析著作集词典，法国大学出版社，2009年9月，